# Coenonympha macrophthalmica
Coenonympha macrophthalmica är en fjärilsart som beskrevs av Galvagni 1906. Coenonympha macrophthalmica ingår i släktet Coenonympha och familjen praktfjärilar. Inga underarter finns listade i Catalogue of Life.